# Fülöp Péter (diszkográfus)
Fülöp Péter (Budapest, 1949. április 9. –) diszkográfus, a Gustav Mahler Discography és a Labelography gyűjtemények összeállítója és kiadója.

## Életrajz
Fülöp Péter a középiskolát a budapesti Bánki Donát Technikumban végezte, diplomát a Budapesti Műszaki Egyetem Gépészmérnöki Karon Finommechanika-Optika Tanszék-en szerzett 1976-ban.
Gimnazista korában kezdett lemezeket gyűjteni, eleinte a  könnyűzene érdekelte, egyetemi évei alatt fordult a komolyzene felé. A BME R klubjában tartott rendszeresen előadást komolyzenei lemezekről.
A Műszaki Egyetem után a Medicorban a komputeres tomográf fejlesztésével kezdett foglalkozni, a teljes képtechnikai részleg vezetője volt. Miután elkészült egy, akkor nagyon korszerű prototípus, amit a Medicor ennek ellenére nem kezdett el gyártani, más pályára lépett. Rövid kitérők után már csak a lemezekkel foglalkozott, amiket a 70-es évek elejétől gyűjtött.
A rendszerváltás idején indította el a Mikrokosmos Mail Order Company-t, valamint Budapesten a Dob utcában megnyitotta a Concerto komolyzenei hanglemezboltot.  1993-tól Kanadában dolgozott, 2010-ben Magyarországra tette át a székhelyét. 2020-ban elindította a Classite weboldalt.

## Gustav Mahler Discography
Fülöp Péter: Gustav Mahler Discography első kiadása 1984-ben jelent meg az Akadémia Kiadó gondozásában (Studia Musicologica Academiae Scientiarum Hungaricae 26, Akadémia Kiadó, Budapest). Studia Musicologica Academiae Scientiarum Hungaricae 26, Akadémia Kiadó, Budapest
Fülöp Péter: Gustav Mahler Discography második kiadását a Kaplan Foundation Gilbert Kaplan. (Hozzáférés: 2022. március 4.) jelentette meg 1995-ben. ISBN 0525940189 ISBN 9780525940180
Fülöp Péter: Gustav Mahler Discography harmadik 2010-es kiadást ISBN 9630695669 ISBN 978-9630695664 a Mikrokosmos Company adta ki Torontóban.
A Mahler Discography több, mint 4800 különböző előadást tartalmaz, ami körülbelül 6000 lemezen (78 RPM, LP, CD) jelent meg. Természetesen ezek az adatok folyamatosan bővülnek az új felvételek megjelenésével.
A teljes naprakész Fülöp Péter: Gustav Mahler Discography (angol nyelven). (Hozzáférés: 2022. március 4.) digitális formában érhető el.
A Classite - Online Classical Records Database. (Hozzáférés: 2022. március 4.) a komolyzene rajongóinak, azon belül a komolyzenei lemez gyűjtőknek otthont adó közösségi oldal és piactér, ahol bárki díjmentesen katalogizálhatja gyűjteményét, vehet, eladhat vagy kívánságlistát készíthet.

## Labelography
A Fülöp Péter által kifejlesztett Labelography kiadvány 1998-ban 6 kötetben jelent meg, a különböző komolyzenei lemezek címkéit tartalmazza, gyártónként. Az így bevezetett címkeleíró rövidítési rendszert az egész világon használják.
A Labelography jelenleg a Classite - Online Calssical Records Database. (Hozzáférés: 2022. március 4.) oldalon található meg, ahol többek között az EMI Labelograpy. Labelography by Péter Fülöp. (Hozzáférés: 2022. március 4.), Decca Labelography. Labelography by Péter Fülöp. (Hozzáférés: 2022. március 4.), DGG  Lablography. Labelography by Péter Fülöp. (Hozzáférés: 2022. március 4.), Eterna  Labelography. Labelography by Péter Fülöp. (Hozzáférés: 2022. március 4.) , Melodiya Labelography. Labelography by Péter Fülöp. (Hozzáférés: 2022. március 4.), RCA  Labelography. Labelography by Péter Fülöp. (Hozzáférés: 2022. március 4.), Mercury Labelography. Labelography by Péter Fülöp. (Hozzáférés: 2022. március 4.), Columbia  Labelography. Labelography by Péter Fülöp. (Hozzáférés: 2022. március 4.), Westminster  Labelography. Labelography by Péter Fülöp. (Hozzáférés: 2022. március 4.) lemez kiadók teljes cimkegyűjteménye kereshető. A kiadóknál megjelent lemezekhez a címkék hozzárendelhetők az ott lévő kiadványokhoz. Classite - Editions. (Hozzáférés: 2022. március 4.)

## Mahler Archívum
Fülöp Péter Gustav Mahler lemezgyűjteménye Mahler Archívum. (Hozzáférés: 2022. március 4.) a Budapest Music Center-ben , előzetes bejelentkezés alapján látogatható, a felvételek meghallgathatók. A gyűjtemény szinte valamennyi létező Mahler lemezt tartalmazza, méghozzá a legkorábban kiadott változatban. A fontosabb felvételek minden lehetséges formátumban megtalálhatók, 78-as lemezen LP-n és CD-n is. A gyűjtemény a Budapest Music Center megnyitásakor, 2013-ban került az intézménybe. Jelenleg közel 5,000 hivatalos lemezt tartalmaz, beleértve a videófelvételeket is (laserdisc-en, DVD-n és újabban Blu-ray lemezeken).  Szintén a gyűjtemény része mintegy 800, hivatalos lemezen nem található koncertfelvétel is.

## Linkek
- Az első Mahler-lemezek: Kiállítás Fülöp Péter gyűjteményéből a Budapesti Mahler-ünnepen MUPA, 2007
- DJ Mahler: Megjelent a világ legnagyobb Mahler-lemezgyűjteményének diszkográfiája Fidelio, 2010
- Mahler diszkográfiát mutattak be a Zeneakadémián  Kultúra 2010
- Jávorszky Béla Szilárd: Minden, ami Mahler Népszabadság, 2010
- Jávorszky Béla Szilárd: Minden, ami Mahler Népszabadság, 2010
- An Interview With Péter Fülöp 2012
- Szaksza Vendel: Minden új felvételt be kell szereznem Magyar Narancs, 2013
- Gáspár Anna: Nagy örömmel adtuk át a Magyar Gustav Mahler Társaság által alapított emlékérmet a 2014. évi díjazottunknak Fülöp Péternek Archiválva 2022. február 27-i dátummal a Wayback Machine-ben Magyar Gustav Mahler Társaság, 2015
- Kövesdi Péter: A lemezgyűjtő Népszava, 2019